# Trump International Golf Club (West Palm Beach)

Дональд і Меланія Трамп у Гольф-клубі в 2020 році

Trump International Golf Club, West Palm Beach — приватне 27-лункове поле для гольфу у Вест-Палм-Біч, Флорида. Воно було спроєктоване Джимом Фаціо, який отримав бюджет понад 40 мільйонів доларів США, і відкрилося у 1999 році. Це місце було першою гольф-нерухомістю Дональда Трампа.
Чемпіонатне поле має довжину 7326 ярдів і пар 72, що приймало чемпіонати для LPGA. Крім того, поле для гольфу має дев'ятилункове поле. Клуб може приймати весілля та інші соціальні або ділові події. Доступний триповерховий драйвінг-рейндж.
Регулярний вступний внесок за членство становив 150 000 доларів США у 2011 році, а річний внесок — 25 000 доларів США. Старший директор з інструкцій для гольф-об'єктів Трампа, Гері Вірен, працює в цьому курорті.